# Jean-Yves Hugon
Pour les articles homonymes, voir Hugon.
Jean-Yves Hugon, né le 16 mai 1949 à Aurillac (Cantal), est un homme politique français.

## Biographie
En 2001, il est élu conseiller municipal de Châteauroux en figurant sur la liste de Jean-François Mayet. De 2008 à 2014, il est adjoint au maire chargé du sport, des relations internationales et des jumelages. Depuis le 5 avril 2014, il est le 1er adjoint au maire délégué à l'éducation, aux affaires scolaires, à l'enseignement supérieur, aux relations internationales et au conseil municipal d'enfants.
Il est élu député UMP le 16 juin 2002, pour la XIIe législature (2002-2007), dans la 1re circonscription de l'Indre.
Il est membre de la commission parlementaire « chargée de rechercher les causes des dysfonctionnements de la justice dans l'affaire dite d'Outreau et de formuler des propositions pour éviter leur renouvellement ».
Il est battu de 374 voix aux élections législatives du 17 juin 2007 par Michel Sapin,.
Le 7 mai 2009, l'UMP annonce qu'il est en 5e position sur la liste menée par Jean-Pierre Audy pour les élections européennes de 2009.
Le 4 février 2012, il échoue à obtenir l'investiture pour les législatives, l'UMP lui préférant François Jolivet.
En mars 2015, il est élu conseiller départemental du canton de Châteauroux-2 en tandem avec Imane Jbara-Sounni,,.
Le 2 juillet 2025, il est élevé à la distinction de chevalier de l'Ordre national du Mérite.